# Horticultura intensiva francesa
L'horticultura intensiva francesa és un mètode d'horticultura caracteritzat per cultivar la màxima quantitat de plantes en el menor espai i amb la menor quantitat d'aigua possible. Com a mètode molt detallat, es dedicarà més temps que a un hort mitjà, i la maximització de la productivitat i els bonics arreglaments seran més que satisfactoris per a l'horticultor pacient. En aquest mètode està basada parcialment l'agricultura biointensiva, sorgida 80 anys després als EUA.

## Història
L'horticultura intensiva francesa va començar a la dècada de 1890 en dues hectàrees de terreny fora de París. Els cultius es van plantar en uns 46 cm (18 polzades) de fem de cavall, un fertilitzant fàcilment disponible, i plantats tan a prop que les fulles madures de les plantes es tocaven entre si. Introduïda als Estats Units per Alan Chadwick a Califòrnia a finals dels anys 60, principis dels 70.

## Preparació del bancal
Preparar el bancal és l'aspecte que requereix més temps d'un hort ben preparat. El primer pas és planificar un disseny amb bancals de aproximadament 5 peus (1.5 m) d'amplària, i un camí entre cada llit prou gran com per a ser funcionar. Després de la disposició prevista, comença la preparació del bancal. La doble excavació és fonamental per a un jardí adequat. Aquesta doble excavació s'aconsegueix mitjançant la capa d'adobs (el més tradicional és el fem de cavall) a la superfície del sòl. Ara es comença a cavar una rasa al voltant de 12 polzades (30 cm) de profunditat, deixant el terra superior a banda per utilitzar-la més tard. Un colp finalitzada la rasa, s'utilitza la fanga per afluixar-ne altres 30 cm. A continuació, es col·loca el sòl superior descarregat de la nova rasa a l'antiga. Continuar aquest procés fins a arribar a l'extrem del bancal, utilitzant la capa superior del sòl de la primera rasa per omplir l'última. Això crea un bancal elevat que proporciona un millor drenatge i una superfície major per al creixement de les plantes. Com a avantatge afegit, les adventícies són molt més fàcils de treure quan les arrels no tenen una adherència ferma al sòl. Una vegada acabat, cal tenir cura de no comprimir la terra, ja que un bon aireig i drenatge són importants per a un hort amb èxit.

## Plantació
Quan es col·loquen plantes a l'hort, s'aconsegueix l'espai òptim quan les fulles de les plantes madures quasi es toquen. Això es crea com una espècie d'encoixinat, mantenint les adventícies no desitjades a ratlla, a causa de la seua proximitat, sovint es planten plantes companyes per treure el màxim rendiment de les plantes. La plantació de companyes està creixent dues o més plantes a prop, que milloren el creixement de les altres.